# Jure Golčer
Jure Golčer, slovenski kolesar, * 7. december 1977, Maribor.
Golčer je za Slovenijo nastopil na Poletnih olimpijskih igrah 2008 v Pekingu, kjer je nastopil na cestni dirki in osvojil 61. mesto. Leta 2008 je zmagal na Dirki po Sloveniji, kjer je bil še dvakrat drugi in enkrat tretji. Leta 2016 je zmagal na VN Slovenske Istre in postal leta 2006 državni prvak Slovenije v cestni dirki. Leta 2003 je bil drugi na Dirki po Avstriji, leta 2007 pa tretji.